# جرمی لارنر
جرمی لارنر (انگلیسی: Jeremy Larner؛ زادهٔ ۲۰ مارس ۱۹۳۷) یک فیلم‌نامه‌نویس، و قاضی اهل ایالات متحده آمریکا است. 
وی همچنین برنده جوایزی همچون جایزه اسکار بهترین فیلم‌نامه غیراقتباسی شده است.